# Topfschwamm

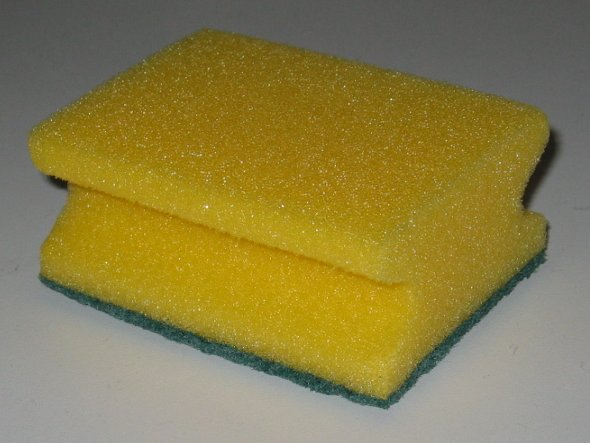
Ein Topfschwamm

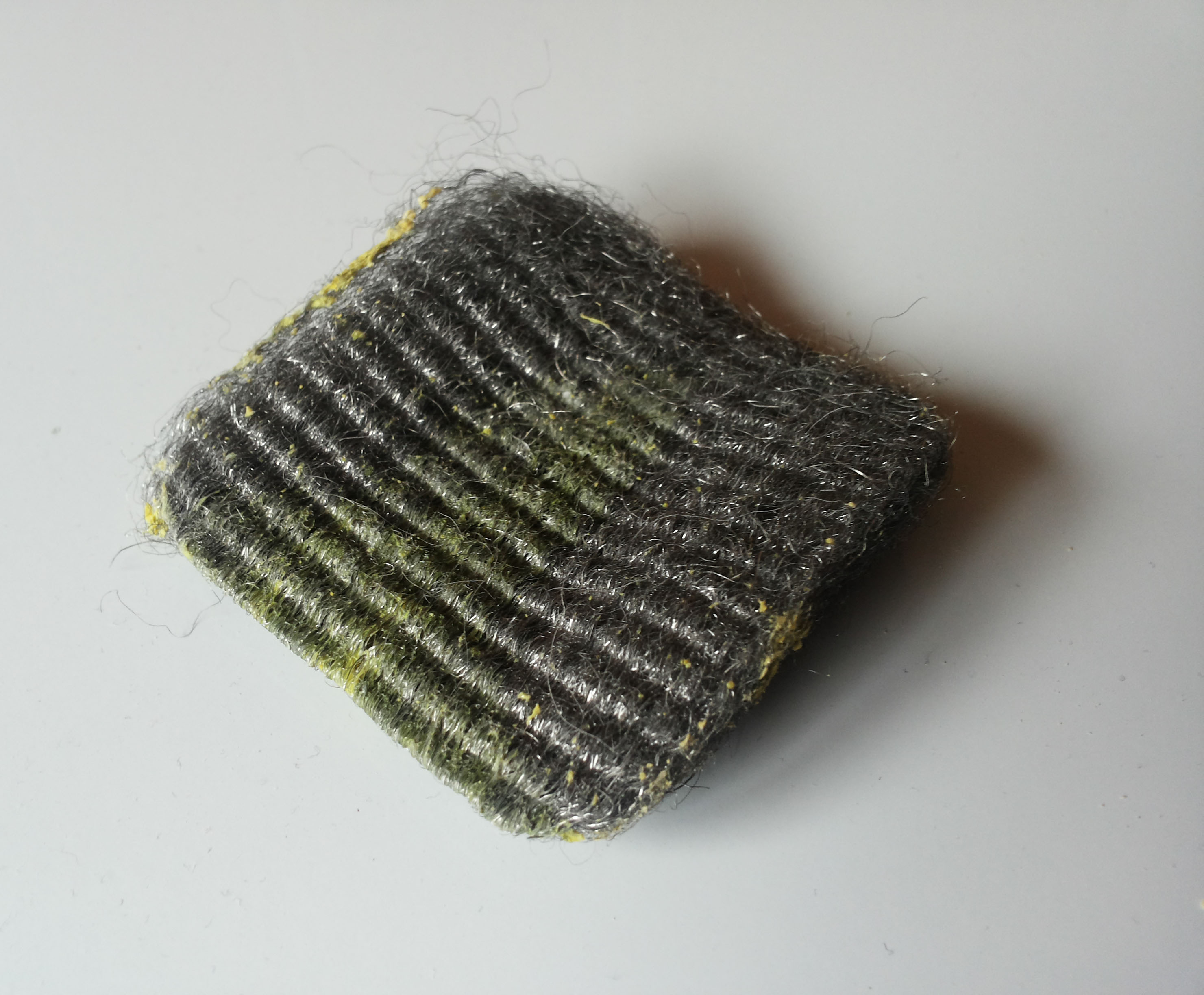
Reinigungskissen aus Stahlwolle mit Seife

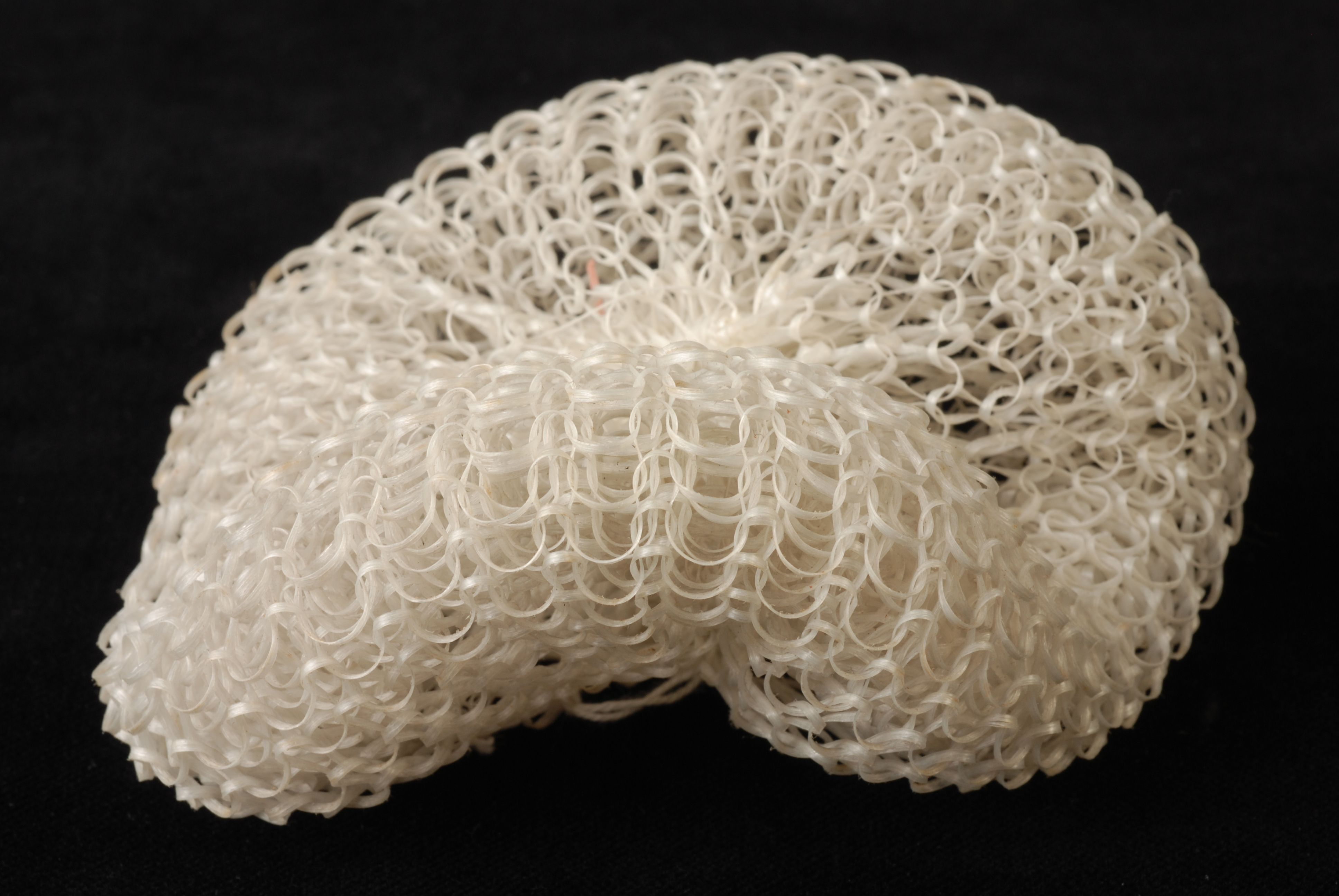
Topfkratzer aus Plastikdraht

Ein Topf-, Küchen-, Putz- oder Haushaltsschwamm ist ein Utensil zur Reinigung verschiedener Gegenstände und Oberflächen, welches überwiegend im Haushalt eingesetzt wird. In der Küche wird er vor allem beim Spülen von Geschirr, Besteck und Küchenutensilien verwendet, wird aber auch zur Reinigung von Oberflächen benutzt, insbesondere in Badezimmern oder an Kraftfahrzeugen.
Der Schwamm besteht meist aus dem Schaumstoff Polyurethan oder dem Vliesstoff Viskose. Er kann mit einer Schicht aus einem rauen, abrasiven Material beschichtet sein, die dann zum Scheuern dient. Dieses Scheuervlies besteht aus Kunststofffasern, die auch mit harten mineralischen Partikeln (Korund) beschichtet sein können.
Stärkere Scheuerwirkung haben Reinigungskissen aus Stahlwolle oder Topfkratzer aus Plastikdrahtgewebe.